# Фонограма
Фонограма — об'єкт суміжних прав, який являє собою звукозапис на відповідному носії (магнітній стрічці чи магнітному диску, грамофонній платівці, компакт-диску тощо) виконання музичного твору або інших звуків, крім звуків у формі запису, що входить до аудіовізуального твору. Тобто, наприклад, звуковий запис на компакт-касеті і звуковий запис, який є невід'ємною частиною фільму, охороняються по-різному.
Фонограма в ширшому тлумаченні — звуки, музика, записані на спеціальному матеріалі (плівці, платівці і т. ін.), а також плівка, платівка і т. ін. з таким записом.